# Зоран Йолевський

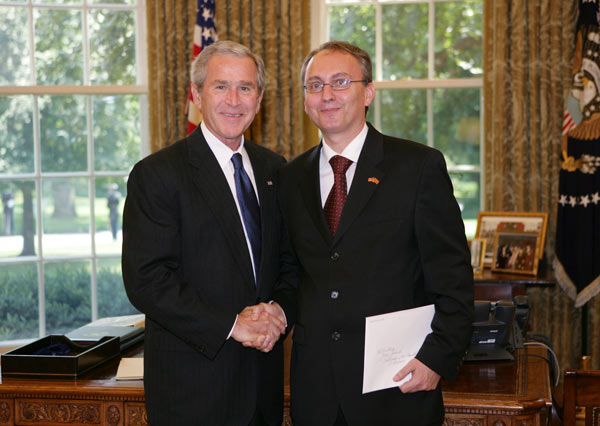
Зоран Йолевський та Джордж Буш-молодший

Зоран Йолевський (мак. Зоран Јолевски; нар. 16 липня 1959, Скоп'є, Соціалістична Республіка Македонія) — македонський дипломат і міністр оборони Республіки Македонії (з 19 червня 2014 до 1 червня 2017). До свого призначення на посаду міністра оборони, він був послом Македонії в США. У листопаді 2008 року він був призначений головним переговірником з Македонського питання, а у 2011 році став послом у Мексиці і став постійним представником при Організації американських держав. Має ступінь доктора наук в міжнародній економіці Університету св. Кирила і Мефодія в Скоп'є та володіє англійською, французькою, сербсько-хорватською та болгарською мовами. Працював главою адміністрації покійного македонського президента Бориса Трайковського в 2000–2004 рр. Одружений, має двох синів.